# Área de Proteção Ambiental da Foz do Rio das Preguiças-Pequenos Lençóis-Região Lagunar Adjacente
A Área de Proteção Ambiental da Foz do Rio Preguiças–Pequenos Lençóis-Região Lagunas Adjacente é uma unidade de conservação localizada no Litoral Oriental Maranhense, da foz do rio Preguiças à foz do rio Parnaíba.
Criada a partir do Decreto 11.899 de 11 de junho de 1991, abrange parte dos municípios de Barreirinhas, Paulino Neves, Água Doce do Maranhão, Tutóia e Araioses, num total de 269.684,3 hectares.
Possui relevos planos, cordões de dunas, ilhas sedimentares e sistemas deltaicos estuarinos, e lagunares. Diferencia-se do Parque Nacional dos Lençóis Maranhenses, por ter um litoral mais recortado formação geológica com granulação de areia maior, coloração amarelada e uma vegetação bem mais abundante.